# 蘇爾古尼

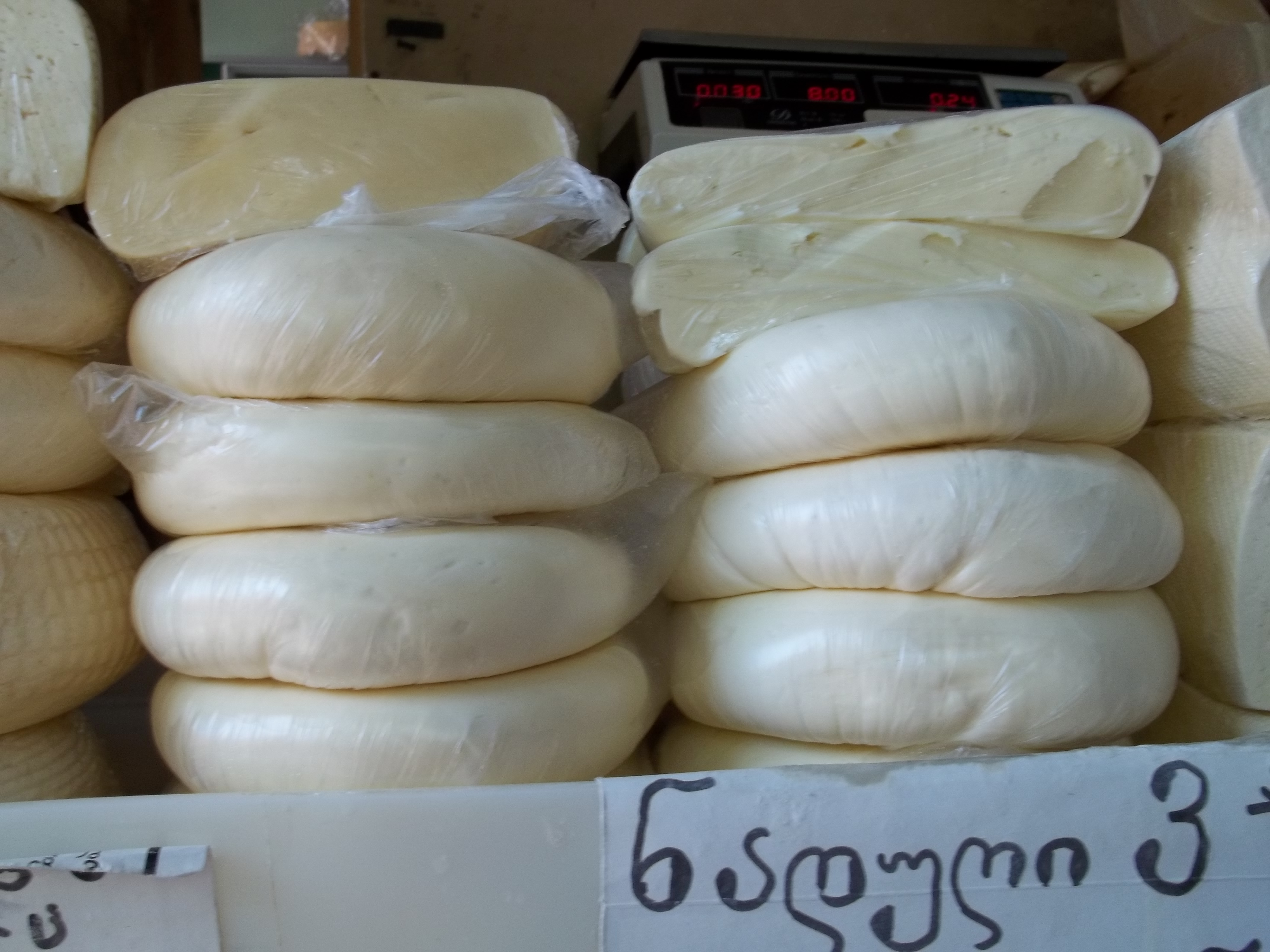

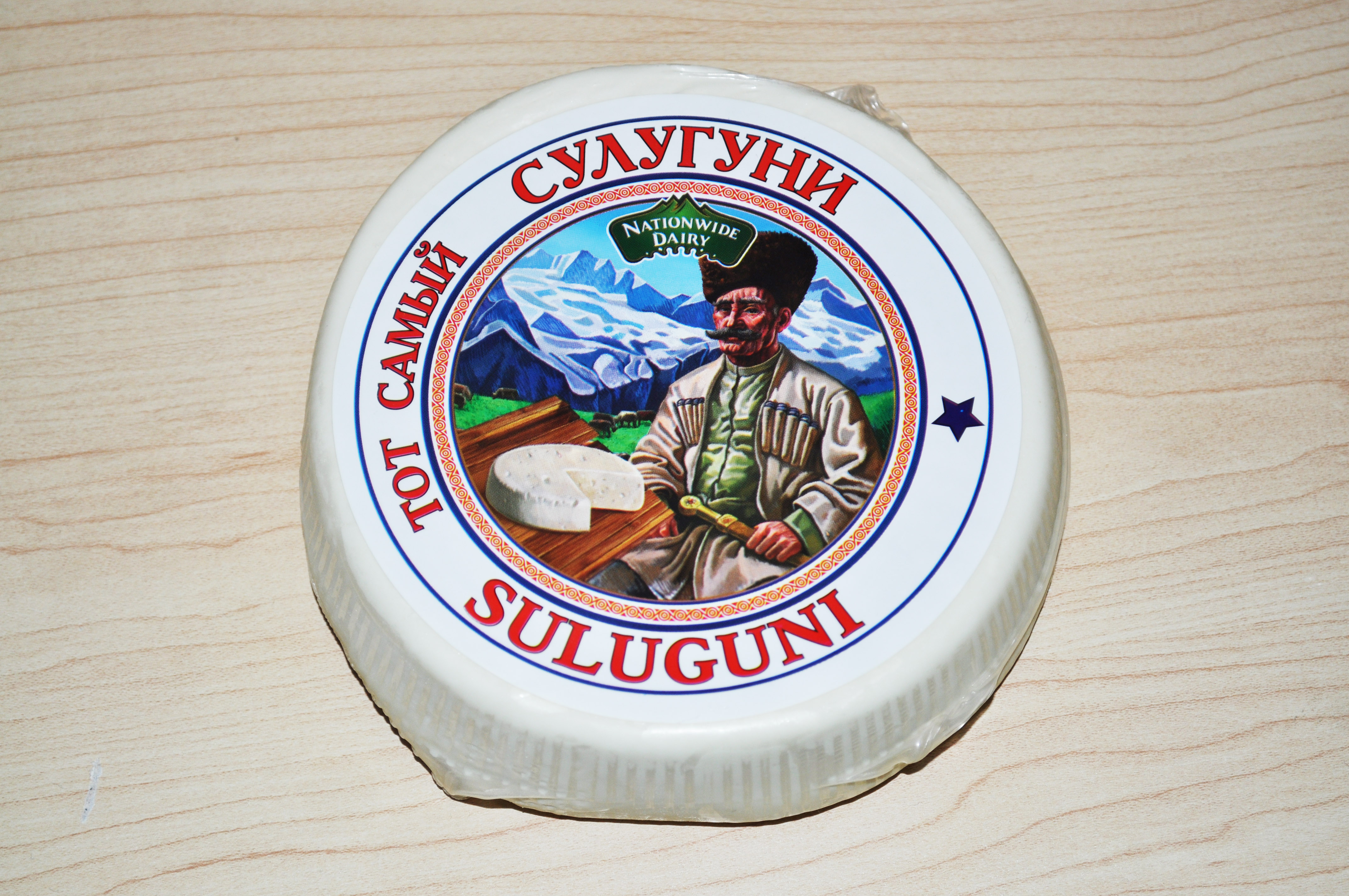

蘇爾古尼是格鲁吉亚的一種起司，蘇爾古尼帶有酸味和適度的鹹鮮味，顏色為白色或淺黃色，經常被加工為楔形。蘇爾古尼的平均干性脂肪含量是45%。據1970年代資料，蘇爾古尼佔格鲁吉亚全國起司生產量的27%。